# Deutscher Fußball-Verband

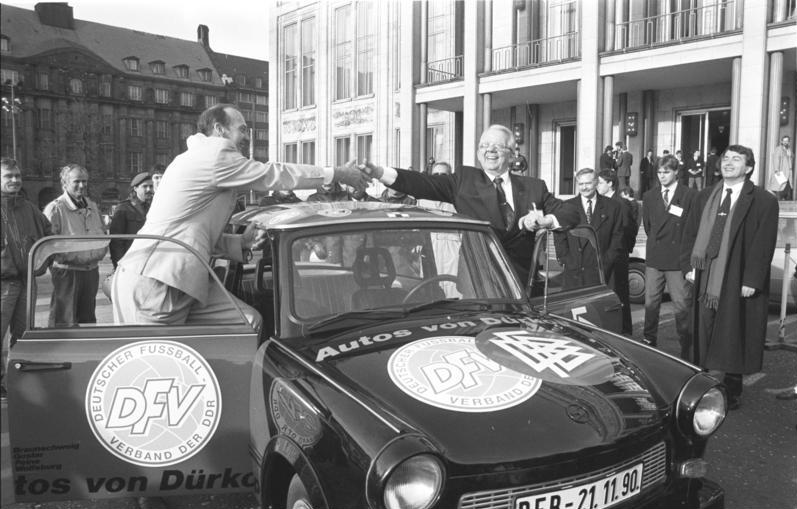
Als Geschenk zum Eintritt in den Deutschen Fußball-Bund (DFB) überreichte der Präsident des Nordostdeutschen Fußballverbandes (NOFV), Hans-Georg Moldenhauer (l.) DFB-Präsident Hermann Neuberger (r.) einen Trabant, November 1990

Der Deutsche Fußball-Verband (DFV) war der Fußballverband der DDR. Er wurde im Mai 1958 gegründet und im November 1990 aufgelöst. Als Nachfolger wurde der Nordostdeutsche Fußballverband (NOFV) gegründet, der nunmehr Dachverband für die Fußballvereine in den 1990 neu geschaffenen Bundesländern Mecklenburg-Vorpommern, Sachsen-Anhalt, Brandenburg, Thüringen und Sachsen sowie für die Berliner Fußballvereine ist. Vorläufer des DFV war die Sektion Fußball im Deutschen Sportausschuß der DDR, die sich am 3. Juli 1950 konstituierte. Sie wurde bereits 1952 in den Fußballweltverband FIFA aufgenommen und gehörte 1954 zu den Gründungsmitgliedern des europäischen Fußballverbandes UEFA.

## Geschichte
Am 3. Juli 1950 konstituierte sich in der DDR unter dem Dach des Deutschen Sportausschusses der „Fachausschuss Fußball“. Erster Vorsitzender wurde Fritz Gödicke. Im Dezember 1950 wurde der FA in „Sektion Fußball“ umbenannt. 1952 erfolgte die Aufnahme in den Fußballweltverband (FIFA). Am 15. Juni 1954 gehörte die Sektion Fußball in Basel zu den 29 Gründern der UEFA. Am 17. und 18. Mai 1958 wurde schließlich in Ost-Berlin der Deutsche Fußball-Verband (DFV) gegründet. Zum ersten Präsidenten wurde Kurt Stoph gewählt.
Als größte Erfolge des DFV gelten die Teilnahme der Auswahlmannschaft der DDR an der Fußball-Weltmeisterschaft 1974 mit dem 1:0-Sieg im Spiel gegen die DFB-Auswahl (dies war das einzige Spiel gegeneinander in der Geschichte beider deutscher Auswahlmannschaften), der Gewinn der olympischen Goldmedaille 1976 in Montréal sowie der Sieg des 1. FC Magdeburg im Europapokal der Pokalsieger 1974.
Die U-21-Auswahl wurde 1978 und 1980 Vizeeuropameister. Die Juniorenauswahlmannschaft U-19 wurde 1986 Europameister in Jugoslawien und die U-20 wurde 1987 WM-Dritter in Chile. Die Juniorenauswahlmannschaft U-19 wurde 1988 EM-Dritter und die U-20 nahm 1989 am WM-Turnier in Saudi-Arabien teil.
Höchste Spielklasse im Bereich des DFV war die Oberliga. Als landesweiter Pokalwettbewerb wurde der FDGB-Pokal ausgespielt. Die ewige Tabelle der DDR-Oberliga führt der FC Carl Zeiss Jena an, noch vor dem DDR-Serienmeister BFC Dynamo.
Nach der Wiedervereinigung Deutschlands wurde auf einem Außerordentlichen Verbandstag am 20. November 1990 in Leipzig die Auflösung beschlossen. Zu diesem Zeitpunkt waren unter dem Dach des DFV in 4.412 Vereinen mit 17.000 Mannschaften 390.000 Mitglieder organisiert. Sie fanden Aufnahme im Deutschen Fußball-Bund und dem neu gegründeten Nordostdeutschen Fußballverband (NOFV) im Nordosten Deutschlands.

## Präsidenten
- 1950–1953 Fritz Gödicke
- 1953–1958 Heinz Schöbel
- 1958–1961 Kurt Stoph
- 1961–1974 Helmut Riedel
- 1974–1983 Günter Schneider
- 1983–1990 Günter Erbach
- 1990 Günter Schneider (kommissarisch)
- 1990 Hans-Georg Moldenhauer

## Generalsekretäre
- 1952–1957 Erich Jahnsmüller
- 1957–1961 Josef Kamm
- 1961–1968 Kurt Michalski
- 1968–1973 Günter Schneider
- 1974–1983 Werner Lempert
- 1983–1987 Karl Zimmermann
- 1988–1990 Wolfgang Spitzner
- 1990 Klaus Petersdorf[1]

## Spielbetrieb

### 1984/85 bis 1991
| Ebene | Spielklasse |
| ----- | --- |
| 1     | DDR-Oberliga 14 Mannschaften Platz 1: DDR-Meister+ Europacup der Landesmeister Platz 13–14: Absteiger |
| 2     | DDR-Liga 2 Staffeln (A/B) zu je 18 Mannschaften Platz 1: Aufsteiger Platz 16–18: Absteiger |
| 3     | 15 Bezirksligen (Rostock, Schwerin, Neubrandenburg, Potsdam, Frankfurt (Oder), Magdeburg, Ost-Berlin, Halle, Erfurt, Gera, Suhl, Dresden, Leipzig, Karl-Marx-Stadt, Cottbus) ↑ 3 Aufstiegsrunden mit den Bezirksmeistern (jeweils zwei qualifizieren sich) |